# Micha Klapp
Micha Klapp (* 19. Juli 1979 in Oggersheim) ist eine deutsche Juristin, Gewerkschafterin und politische Beamtin (SPD). Sie ist seit 2023 Staatssekretärin in der Berliner Senatsverwaltung für Arbeit, Soziales, Gleichstellung, Integration, Vielfalt und Antidiskriminierung.

## Leben

### Ausbildung
Micha Klapp erlangte 2000 das Abitur am Engelsburg-Gymnasium in Kassel. Danach studierte sie von 2001 bis 2006 Rechtswissenschaften an der Georg-August-Universität Göttingen und der National University of Ireland in Galway. Sie legte das erste juristische Staatsexamen 2006 ab und war von 2004 bis 2006 studentische Hilfskraft am Institut für Allgemeine Staatslehre und Politische Wissenschaften. Von 2010 bis 2012 absolvierte sie das Rechtsreferendariat am Kammergericht Berlin und legte das zweite juristische Staatsexamen 2012 ab.

### Laufbahn
Klapp war zunächst von 2012 bis 2013 in der Rechtsberatung für Tarif-, Arbeits- und Sozialrecht in der IG Metall Verwaltungsstelle in Berlin tätig. Anschließend arbeitete sie von 2012 bis 2015 als Rechtsanwältin in der Anwaltskanzlei Betz, Rakete, Dombek. Von 2015 bis 2016 war sie Projektleiterin und Mitautorin der durch die Antidiskriminierungsstelle des Bundes beauftragten Evaluierung des Allgemeinen Gleichbehandlungsgesetzes. Im Jahr 2016 wurde sie politische Referentin in der Bundesvorstandsverwaltung des Deutschen Gewerkschaftsbundes. Dort stieg sie 2018 zu Referatsleiterin und 2020 zur Leiterin der Abteilung Recht und Vielfalt auf.
Am 28. April 2023 wurde Klapp unter Senatorin Cansel Kiziltepe (SPD) zur Staatssekretärin in der Senatsverwaltung für Arbeit, Soziales, Gleichstellung, Integration, Vielfalt und Antidiskriminierung ernannt. Sie ist zuständig für die Bereiche Arbeit, Frauen und Gleichstellung.
Sie ist Mitglied der SPD.